# Rampoux
Rampoux település Franciaországban, Lot megyében. Lakosainak száma 102 fő (2022. január 1.). Rampoux Dégagnac, Gindou és Lavercantière községekkel határos.

## Népesség
A település népessége az elmúlt években az alábbi módon változott:
| Lakosok száma | 112  | 80   | 81   | 97   | 98   | 96   | 98   | 100  | 99   | 102  |
|               | 1968 | 1982 | 1990 | 2006 | 2013 | 2015 | 2017 | 2019 | 2020 | 2022 |